# Angelina Pirini
Angelina Pirini (Sala di Cesenatico, 30 marzo 1922 – Sala di Cesenatico, 2 ottobre 1940) è stata un'educatrice italiana, dichiarata venerabile dalla chiesa cattolica.

## Biografia

### La fanciullezza

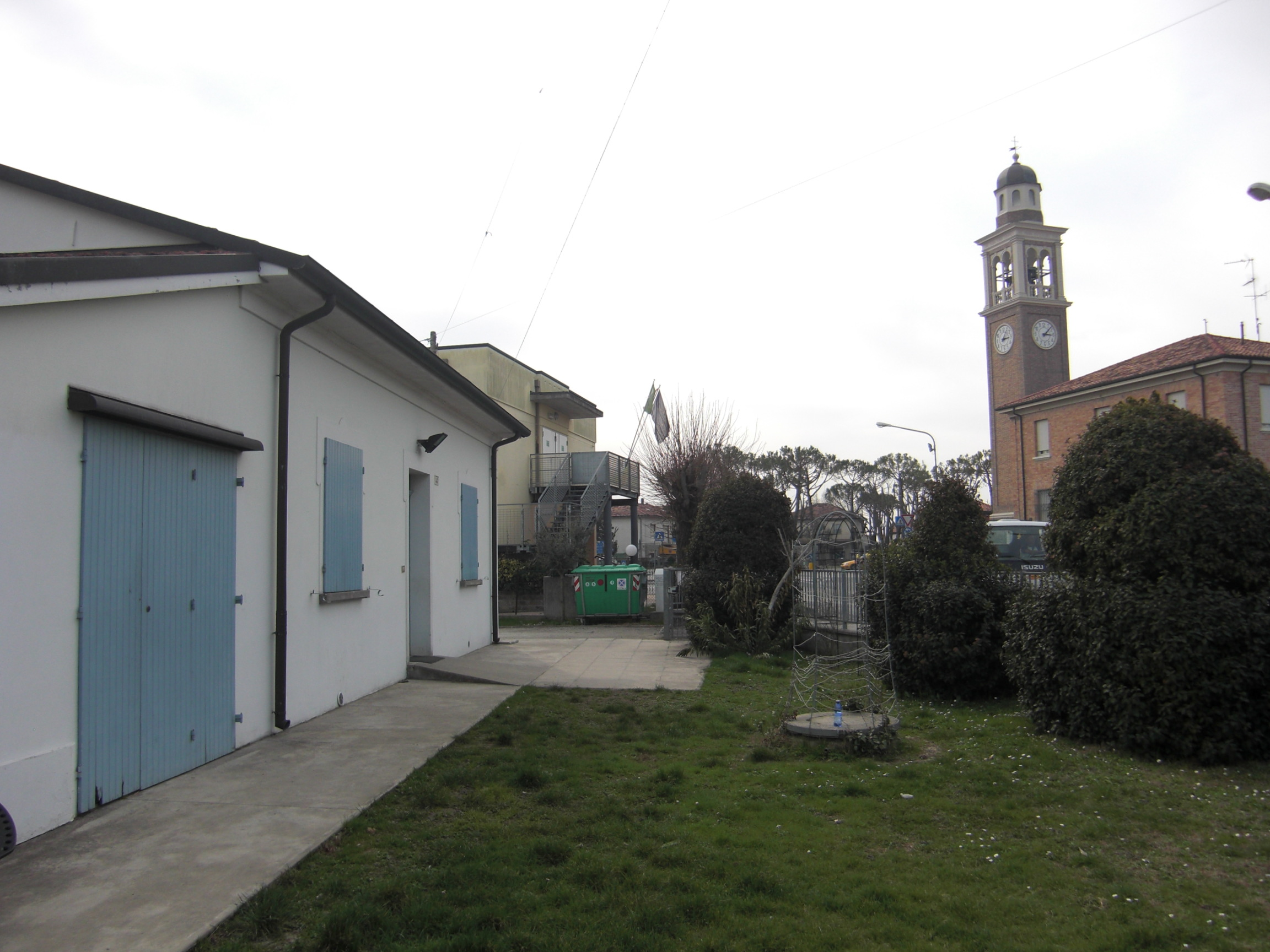
L'abitazione di Angelina, nei pressi della chiesa parrocchiale

Angelina Pirini nacque a Celle di Sala di Cesenatico il 30 marzo 1922, da Luigi e Dina Savini. Primogenita di quattro sorelle, a lei seguirono Rosina, Giuliana ed Anna.
La sua famiglia era di origini modeste, e Angelina crebbe nella semplicità e religiosità di un ambiente umile e rurale, il cui centro era la parrocchia di Sala. Frequentò l'asilo condotto dalle suore canossiane e francescane e quindi la scuola fino alla quinta elementare. In casa, fin da piccola, attendeva a piccoli lavori domestici e alla cura delle sorelline.
A dodici anni, Angelina venne mandata ad imparare il mestiere di sarta presso una vicina di casa, attività che seguì fino al 1937, primo anno della sua infermità.
Angelina fu iscritta all'azione cattolica fin da bambina e, dal 1930 quando ricevette la prima Comunione, frequentò la santa Messa ogni giorno, trattenendosi in chiesa in preghiera dopo la funzione.
Nel 1934 don Giuseppe Marchi fece l'ingresso a Sala come nuovo parroco e decise di rifondare l'azione cattolica parrocchiale, dando anche nuovo impulso alla vita religiosa del paesino, al culto dell'Eucaristia e della Passione di Gesù. Quell'anno era considerato da Angelina come decisivo per la sua vita spirituale: infatti don Marchi le affidò l'incarico di delegata beniamine nel 1934, incarico che svolse fino al 1937 quando divenne delegata aspiranti e infine presidente della sezione femminile parrocchiale.

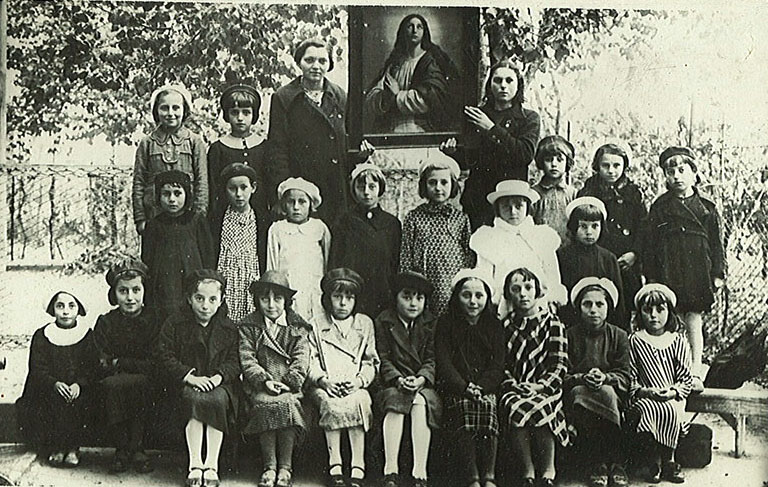
Angelina con il gruppo delle beniamine

Angelina si impegnò moltissimo nell'apostolato con le fanciulle, e vi riversò tutta l'energia che la sua spiritualità le dava. Era un'educatrice molto attenta: cercava di comprendere la psicologia delle bambine per poter parlare loro dell'amore di Dio. Scriverà: «Oh, come è bello parlare alle anime dell'Amore. In mezzo a queste anime mi vedo come una sacerdotessa che tiene tra le sue mani Gesù nel Suo Corpo Mistico! Come mi commuove!»»
Il 15 maggio del 1937 partecipò con entusiasmo al raduno nazionale della gioventù femminile di azione cattolica a Loreto. In quell'occasione ebbe modo di parlare con la dirigente nazionale Armida Barelli, che successivamente rispose ad una lettera di Angelina, la quale le esprimeva la gioia e i doni che l'appartenere all'associazione le aveva dato. Scriverà nel maggio del 1938: «Quanto bene io voglio all'azione cattolica! Sì, perché è stato nel partecipare a questo grande esercito che io ho imparato a conoscere e ad amare il Signore, che tanto amo e solo sua sono. Mi sono state affidate molte anime e solo questo appaga il mio grande desiderio. Vorrei essere in tutti i punti della terra per parlare alle anime dell'amore di Dio...».
La giovane ragazza aveva il desiderio di consacrarsi al Signore, così col permesso del suo padre spirituale (lo stesso don Giuseppe Marchi), l'8 dicembre 1936 emise voto di verginità, che ripeté anche l'anno successivo.

### La malattia

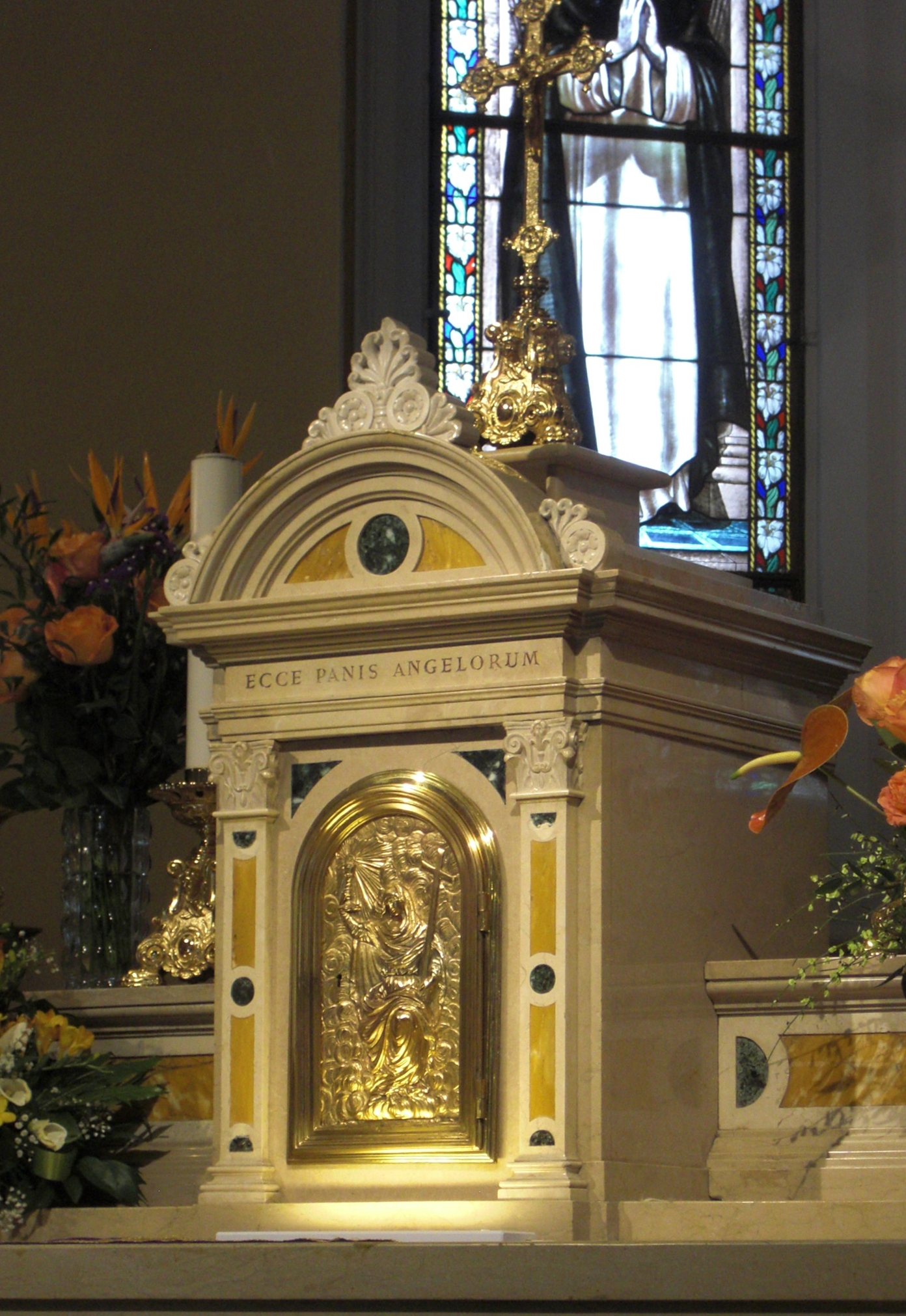
Tabernacolo del santuario di Sala di Cesenatico, davanti al quale Angelina spesso si fermava in preghiera.

Il 9 luglio 1937 venne colpita da forti dolori addominali: ricoverata d'urgenza all'ospedale di Cesenatico subì il primo intervento per un'appendicite perforata, ma da quel giorno non riacquisto più la salute.
Si fece di tutto per tentare di risolvere il caso: dal 31 luglio 1938 al 4 agosto fu a Bologna per accertamenti presso la clinica Sant'Orsola; dal 19 agosto al 25 dello stesso mese cercò ristoro a Balze di Verghereto sull'Appennino tosco-romagnolo; nel settembre del 1938 fu di nuovo ricoverata all'ospedale di Cesenatico per un secondo intervento di carattere esplorativo. Purtroppo nulla portò ad una soluzione. Solo in seguito le venne diagnosticata una tubercolosi intestinale, ma a quel punto non era più possibile intervenire poiché la malattia era ormai troppo avanzata.
Angelina non si scoraggiò ma trovò, come si legge dai suoi diari, nella malattia un motivo per offrire a Dio le sue sofferenze sia fisiche che morali (le forti incomprensioni con il padre Luigi): era desiderio della giovane Pirini offrirsi come vittima di riparazione per il mondo intero.
Il 16 giugno 1938 si legò a Gesù Eucaristia col voto di castità perpetua e di vittima riparatrice, per meglio unirsi alla Passione di Gesù. Scriveva infatti: «Vivere l'Eucaristia, viverla nelle ore di abbandono e di incomprensione, nell'ora in cui per questo genere di sofferenza l'anima assomiglia all'Ostia viva dei nostri Altari!; Mi offro per i Sacerdoti perché siano santi, per i missionari perché, o Gesù, Tu dia loro forza e coraggio, perché Tu protegga il Papa, nostro dolce Cristo in terra. Gesù io desidero partecipare ai Tuoi dolori. Ne ho il diritto, essendo la Tua piccola sposa. Voglio morire martire per Te e per la Tua Gloria.».
Per imitare Gesù che si fece ubbidiente fino alla morte di Croce, Angelina emise il voto di ubbidienza al suo direttore spirituale l'11 febbraio 1939.
Dal 1939 al 1940, la venerabile ebbe la consolazione e il privilegio ricevere diverse visite del vescovo di Cesena Beniamino Socche, che si tratteneva in colloquio con lei nella sua stanza. Monsignor Socche l'aveva conosciuta grazie ad una lettera nella quale Angelina si congratulava per la sua nomina a vescovo e gli offriva le proprie sofferenze fisiche e spirituali. Alla lettera ne seguirono altre, con le risposte sempre puntuali del presule.
Prima di morire, la giovane educatrice volle anche prendere un impegno insieme a don Marchi: il 16 luglio 1939, insieme al padre spirituale, davanti al crocifisso stabilì un patto di alleanza, «per vivere solo per la gloria di Dio e per la salvezza delle anime».
Durante il suo ultimo anno di vita, Angelina sperimentò la cosiddetta notte dello spirito: un periodo di aridità spirituale, durante il quale la sua fede venne messa alla prova duramente, perché le erano state tolte le consolazioni sensibili dell'anima, in un periodo di buio spirituale.
Vicina a morire, quando già respirava a fatica ed era senza voce, Angelina chiese a Gesù di poter cantare con le bambine dell'associazione, che con il parroco le stavano portando l'eucaristia: la giovane si mise a cantare a voce dispiegata, nella meraviglia di tutti.

### Morte e funerali

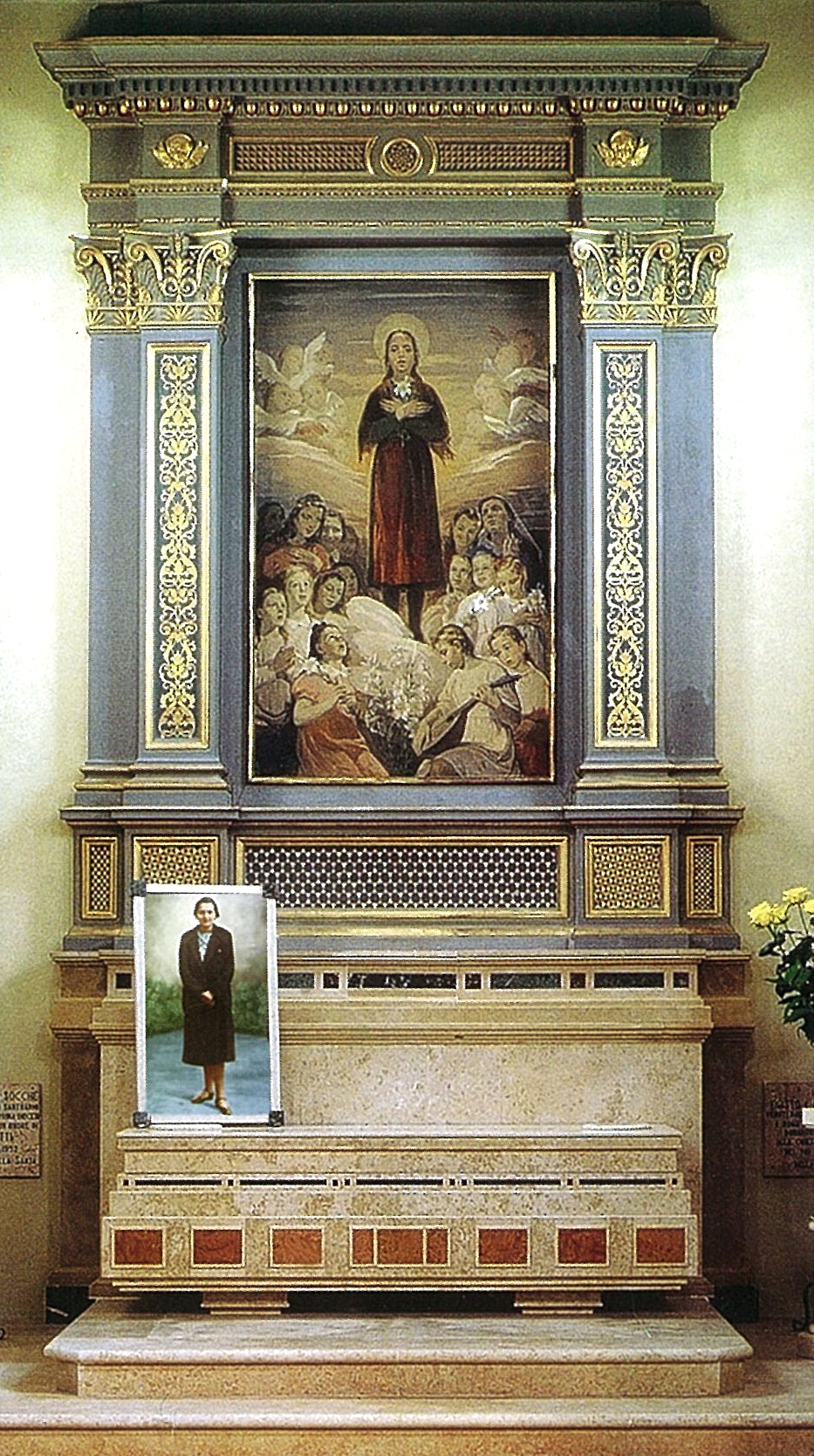
L'altare dedicato a S. Maria Goretti, dove riposano le spoglie di Angelina Pirini

Angelina Pirini morì il 2 ottobre 1940, venti minuti dopo la mezzanotte. I funerali videro una grandissima partecipazione della popolazione e di molti giovani dell'azione cattolica (fra i quali Pio Moretti, Guelfa Bondi e Irma Ceredi, quest'ultima guida dell'azione cattolica dopo la morte di Angelina). Il discorso funebre fu tenuto dal Canonico Antonio Chiesa, prevosto della Cattedrale di Cesena.
Le spoglie mortali di Angelina furono tumulate nel cimitero di Sala attiguo alla chiesa parrocchiale.
Dal 25 marzo 2001 la salma riposa in un sarcofago di marmo, voluto dal vescovo Socche, presso l'altare di Santa Maria Goretti, dentro la chiesa parrocchiale di Sala di Cesenatico, nella cui pala d'altare (opera di Piero Delle Ceste) sono raffigurate, ai piedi della Santa, Angelina Pirini e Irma Ceredi.

## Scritti e corrispondenza con il vescovo Beniamino Socche

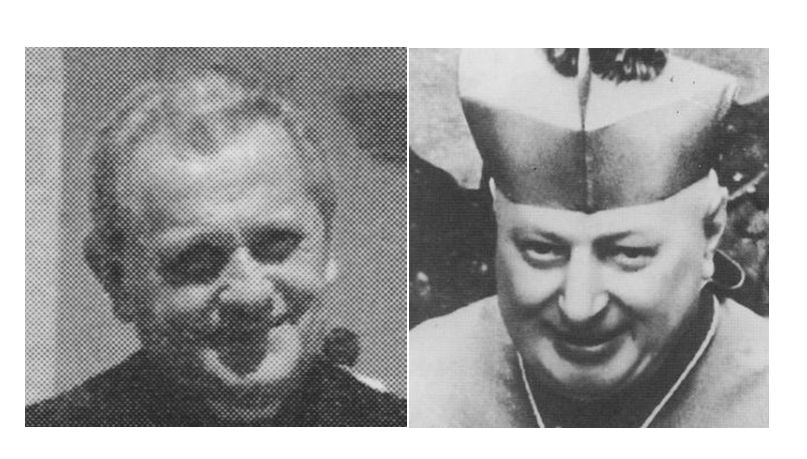
Don Giuseppe Marchi e monsignor Beniamino Socche

Angelina fu invitata da don Marchi, per poterla meglio seguire spiritualmente, a tenere un diario spirituale. La ragazza amava scrivere e nonostante la sua bassa scolarizzazione era portata a descrivere il suo stato interiore con un linguaggio forbito e denso di particolari. Tra i suoi numerosi scritti oltre al citato Diario, conservato manoscritto in tre fascicoli, ricordiamo i Resoconti Spirituali, il Testamento spirituale, l'Atto di Consacrazione e l'Epistolario, in cui sono presenti le lettere al vescovo Beniamino Socche, cui il presule rispose sempre affettuosamente (monsignor Socche si recò più volte a Sala dove si intrattenne in colloquio privato con Angelina).
Dall'ultima pagina del suo Diario:
«Ho bisogno di amore puro, o Gesù, per ricambiare il Tuo amore infinito: dammelo. Ho sete di silenzio, di nascondimento, di mortificazione per poter assomigliare a Te, per potermi identificare con Te, o Gesù, Ostia di amore. Ho sete, ho sete di Te…, brucio: Gesù, dammi da bere, Tu che sei la fonte della vita perché io non muoia, ma viva e viva solo di Te, o Gesù, e viva solo per Te. Voglio essere Tua fino alla consumazione e consumarmi per Te. Padre mio che sei nei cieli, io credo in Te e Ti amo. Sì, Padre mio, Ti amo. Sia santificato il Tuo Nome, venga il Tuo Regno, sia fatta la Tua volontà, o Padre, come è fatta in cielo. Padre, sono un povero nulla e nella profondità del mio nulla e nella conoscenza della mia infermità, grido a Te l'amore puro. A Te che vedo tutto bello, santo e infinitamente misericordioso: grido a Te l'amore mio, Padre, per l'onore e la gloria del Figliolo, il Tuo e mio Gesù, che essendo me e Te stesso, mi fece partecipare di Te, Padre benedetto».

## Il processo di beatificazione
Il 23 dicembre 1984 furono iniziate le pratiche per un riconoscimento canonico di Angelina Pirini, e vennero presentati in quella data i relativi documenti.
Dopo il voto favorevole della Conferenza Episcopale dell'Emilia-Romagna (primavera del 1985) e dopo il nulla osta (nihil obstat) della congregazione per le cause dei Santi in Vaticano (27 luglio 1985), il vescovo di Cesena monsignor Luigi Amaducci dichiarò introdotto il processo diocesano per la causa di beatificazione e di canonizzazione della serva di Dio Angelina Pirini, con decreto dell'8 settembre 1985.
Così vennero aperti pubblicamente i processi cognizionali sulla vita, virtù e miracoli, il 12 ottobre 1985.
Dopo cinque anni dal loro inizio, i processi cognizionali vennero conclusi in diocesi il 28 ottobre 1989 e tutti i documenti passarono a Roma presso la congregazione per le cause dei santi, dove il 12 giugno 1990 iniziarono i lavori per la causa di beatificazione e di canonizzazione.
Il 14 marzo 2024 il papa Francesco ha autorizzato il Dicastero delle Cause dei Santi a promulgare il decreto sull'eroicità delle virtù, attribuendo ad Angelina il titolo di venerabile.

## L'Associazione "Amici di Angelina"

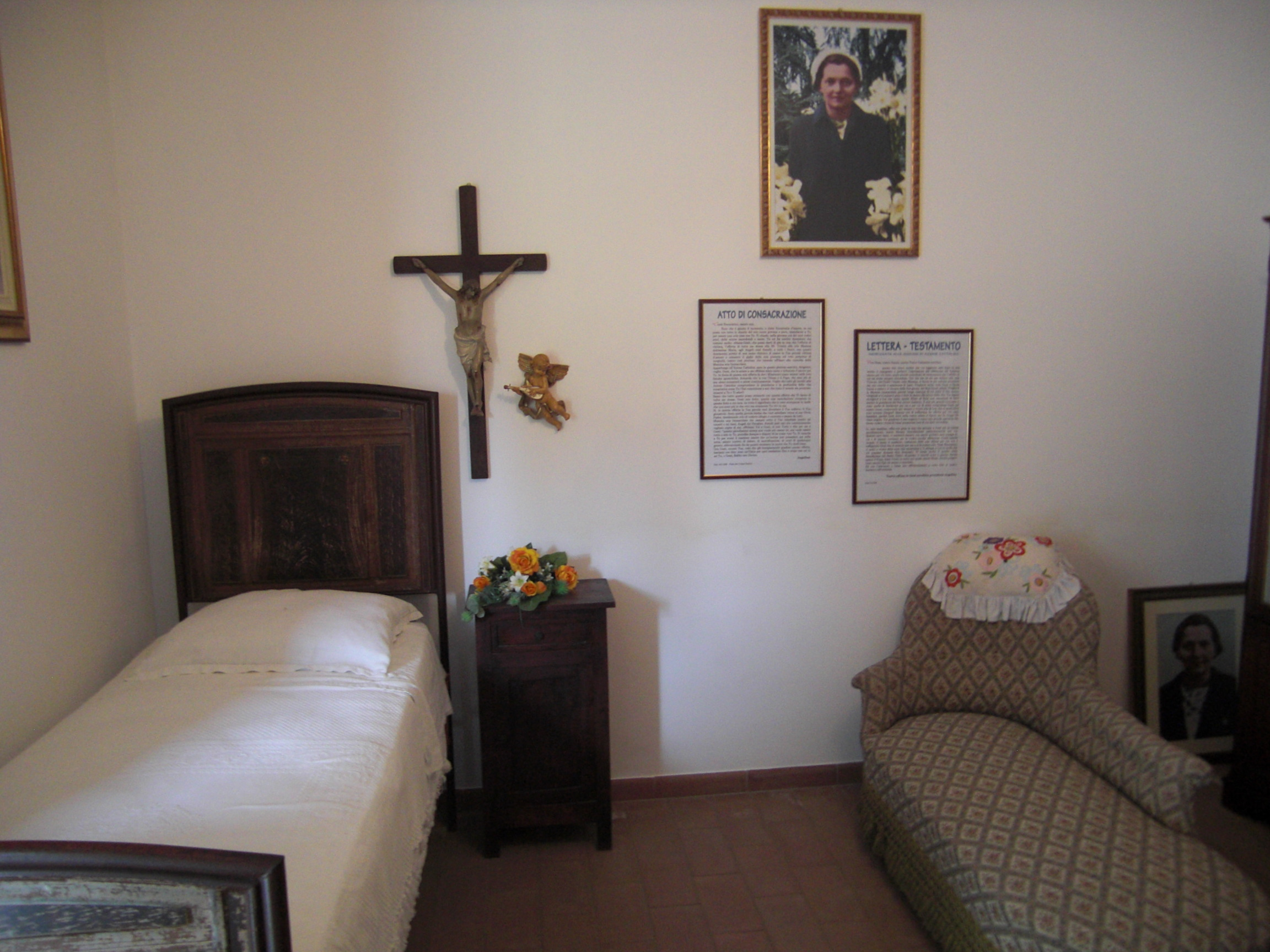
La stanza di Angelina, nella sua casa a Sala

Per mantenere viva la memoria di Angelina Pirini presso la casa parrocchiale di Sala di Cesenatico, è attiva l'associazione "Amici di Angelina", con lo scopo di far conoscere la venerabile. L'associazione organizza inoltre conferenze, incontri di preghiera e cura la pubblicazione di opuscoli e libri, alcuni scritti dal defunto don Angelo Pirini, cugino di Angelina.
La casa dove Angelina visse e morì è ora di proprietà della parrocchia (cui è attigua) e ospita gli incontri dell'associazione stessa, dell'azione cattolica, momenti educativi per i giovani, riunioni e gruppi di preghiera.
Poco distante, in aperta campagna, esiste ancora la casa natale della Venerabile, di proprietà privata.
Il comune di Cesenatico ha dedicato, sempre nella frazione di Sala, una piazza ad Angelina Pirini.